# 伯茲·史蓋茲
威廉·羅伊斯·"伯茲" ·史蓋茲（William Royce Scaggs，1944年6月8日—）是一位美國歌手、詞曲作者和吉他手。 他是20 世紀60年代初期the Ardels的Steve Miller的樂隊成員，也是1967年至1968年Steve Miller Band的樂隊成員。
史蓋茲於1969年開始了他的獨唱生涯，儘管他一直沒有大受歡迎，直到他1976年的專輯《Silk Degrees》在Billboard 200 上排名第二，並製作了熱門單曲“Lido Shuffle”和“Lowdown”。 史蓋茲在“Down Two then Left”和“Middle Man”中製作了另外兩張白金認證專輯，後者是製作了兩首前40名單曲「Breakdown Dead Ahead」和「Jojo」。
在20世紀80年代的大部分時間中斷之後，他於1988年重返錄音和巡演，發行了“Other Roads”，後來加入了紐約搖滾和靈魂歌舞團。 Scaggs 在舊金山開設了一家流行音樂場所 Slim's（已於2020年關閉）。
史蓋茲因幫助組成Toto而受到讚譽。在他1976年的專輯《Silk Degrees》中，他在聽了多位人士的建議後精心挑選了音樂家。